# 小行星3622
小行星3622（英語：3622 Ilinsky）是一颗围绕太阳公转的小行星。1981年9月29日，柳德米拉·瓦斯列娜·朱然勒娃在克里米亚发现了此天体。
这颗小行星的绝对星等为153.50249等。